# Kennedy Kanyanta
Kennedy Kanyanta est un boxeur zambien né le 10 avril 1979.

## Carrière
Sa carrière amateur est marquée par une médaille de bronze aux Jeux africains d'Alger en 2007 et une médaille d'or aux Jeux du Commonwealth de Manchester en 2002 dans la catégorie poids mouches.

## Palmarès

### Jeux olympiques
- Participation aux Jeux de 2000 à Sydney, Australie

### Jeux du Commonwealth
- Médaille d'or en -51 kg en 2002 à Manchester, Angleterre

### Jeux africains
- Médaille de bronze en -51 kg en 2007 à Alger, Algérie